# Kościół św. Antoniego Padewskiego w Łodzi
Kościół św. Antoniego Padewskiego – barokowy kościół franciszkański zbudowany w latach 1701–1723, pełniący również rolę kościoła parafialnego pw. św. Antoniego Padewskiego, znajdujący się w Łodzi na osiedlu Łagiewniki. Kościół wraz z przylegającym do niego klasztorem w 1946 r. został wpisany do rejestru zabytków; podwójne Sanktuarium: św. Antoniego z Padwy i bł. Rafała Chylińskiego.

## Historia świątyni

### Fundacja i pierwsze budowle
Powstanie kościoła (i klasztoru) franciszkanów na tym miejscu wiąże się z opowiadaniem o ukazaniu się św. Antoniego ubogiemu cieśli Jerzemu, pracującemu dla właściciela Łagiewnik Samuela Żeleskiego. Powołane do zbadania okoliczności tego wydarzenia komisje kościelne przesłuchały zaprzysiężonych świadków, a sporządzone dokumenty nuncjusz papieski Palavicini dostarczył do Rzymu. 22 listopada 1680 r. kongregacja rzymska wydała pismo uznające prawdziwość objawień i zezwalające na zatwierdzenie fundacji Samuela Żeleskiego.
Franciszkanie, uznani za prawnych opiekunów wspomnianego miejsca, mogli przystąpić do rozpoczęcia budowy. Na wzgórku Wyglądnica (zwanym tak od miejsca skąd wyglądano bydła powracającego z pola) stanęła najpierw drewniana kaplica, dedykowana św. Antoniemu. Po pewnym czasie przeniesiono ją w inne miejsce – nad łagiewnicki staw – gdzie znajduje się do dzisiaj, obok zbudowanej w późniejszym czasie (ok. 1730 r.) kapliczki św. Rocha i św. Sebastiana.
Na miejscu kaplicy zbudowano drewniany kościół o 3 wieżach i klasztor. Nie jest do końca pewna data ukończenia budowy. Wiadomo tylko, że w październiku 1682 r., przy udziale 15 tysięcy wiernych, uroczyście wprowadzono obraz św. Antoniego do nowej świątyni. Niecały rok później, w sierpniu 1683 r., odbyła się uroczystość konsekracji świątyni.

### Powstanie świątyni murowanej

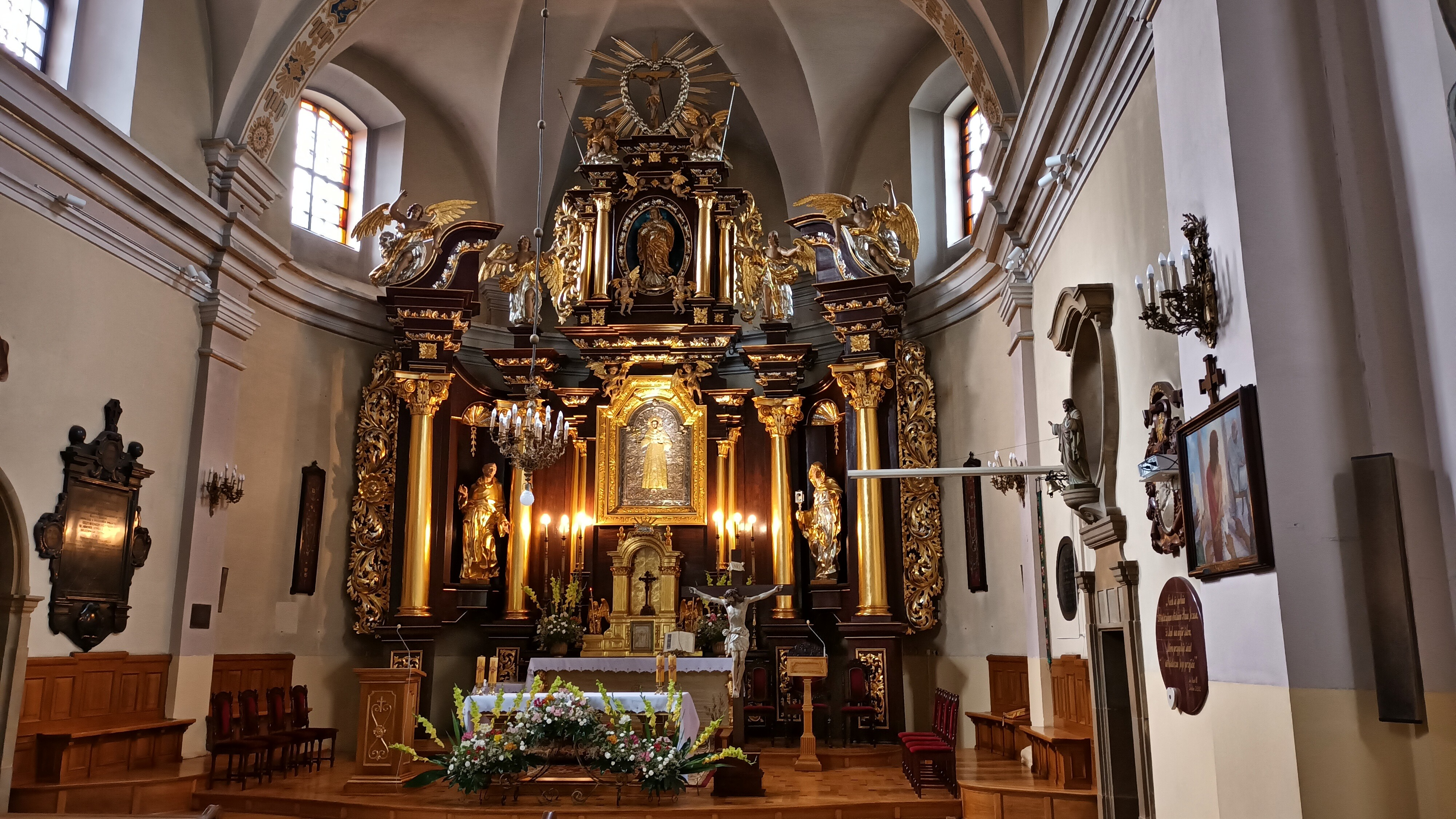
Widok na prezbiterium i ołtarz główny pw. św. Antoniego

Liczba wiernych, przybywających do antoniańskiego sanktuarium systematycznie rosła, co spowodowało, że po upływie kilkunastu lat drewniany kościół nie był już w stanie wszystkich pomieścić. Decyzja o wzniesieniu murowanego, większego kościoła okazała się koniecznością. Dotychczasowy kościół drewniany rozebrano więc, a budulec wykorzystano do postawienia w pobliżu 4 kaplic: Matki Bożej Anielskiej, Przemienienia Pańskiego, św. Walentego oraz św. Rocha. Tylko ostatnia z nich przetrwała do naszych czasów.
W czerwcu 1701 r. położono kamień węgielny pod budowę murowanego kościoła pw. św. Antoniego. Była to świątynia jednonawowa, na planie krzyża łacińskiego, z półkoliście zamkniętym prezbiterium. Pierwotnie posiadała ona dwie zakrystie (ok. 1824 r. północna zakrystia została przebudowana na kaplicę o. Rafała Chylińskiego). Cała budowa – w trudnych czasach saskich – trwała aż 23 lata. Konsekracji świątyni w dniu 16 maja 1726 r. dokonał arcybiskup gnieźnieński, prymas Teodor Potocki, któremu na pamiątkę wydarzenia na pilastrze południowego transeptu wystawiono portret z okolicznościowym napisem.
W transepcie kościoła, oprócz ołtarzy bocznych, znajdowały się też wejścia do podziemnych krypt. Wejście (dziś zamknięte) od strony północnej prowadziło do miejsc pochówku zarówno zmarłych w Łagiewnikach zakonników, jak też znakomitszych dobrodziejów klasztoru (m.in. ofiarodawcy terenu pod klasztor i kościół – Samuela Żeleskiego z małżonką). Wejście od strony południowej (otwarte) prowadzi do krypty, w której znajdowała się trumna z doczesnymi szczątkami o. Rafała Chylińskiego (po jego beatyfikacji w 1991 r. trumnę przeniesiono do kaplicy jego imienia).
Dwukondygnacyjna fasada główna kościoła zwrócona jest w kierunku zachodnim. W niższej kondygnacji frontonu umieszczono duże okno, oświetlające chór kościelny, oraz wystający balkon. Niegdyś z tego miejsca podczas większych uroczystości grywała miejscowa kapela. W wyższej kondygnacji fasady znajduje się wnęka, a w niej – polichromowana rzeźba patrona kościoła św. Antoniego z Dzieciątkiem Jezus na ręku oraz z lilią.

### Czasy upadku Rzeczypospolitej
Przez następne dziesięciolecia franciszkański kościół pełnił rolę ważnego ośrodka kultu dla okolicznych wiernych. W tym miejscu działał – dziś już błogosławiony – o. Rafał Chyliński, tutaj pielgrzymi mieli zapewnioną obsługę duszpasterską (spowiedź, Msza św. przed ołtarzem św. Antoniego, kazania, a nawet możliwość zakwaterowania dla przybywających z daleka). Wprawdzie po rozbiorach Polski ruch pielgrzymkowy znacznie się zmniejszył, jednak nie ustał (do świątyni nadal przybywali okoliczni mieszkańcy).

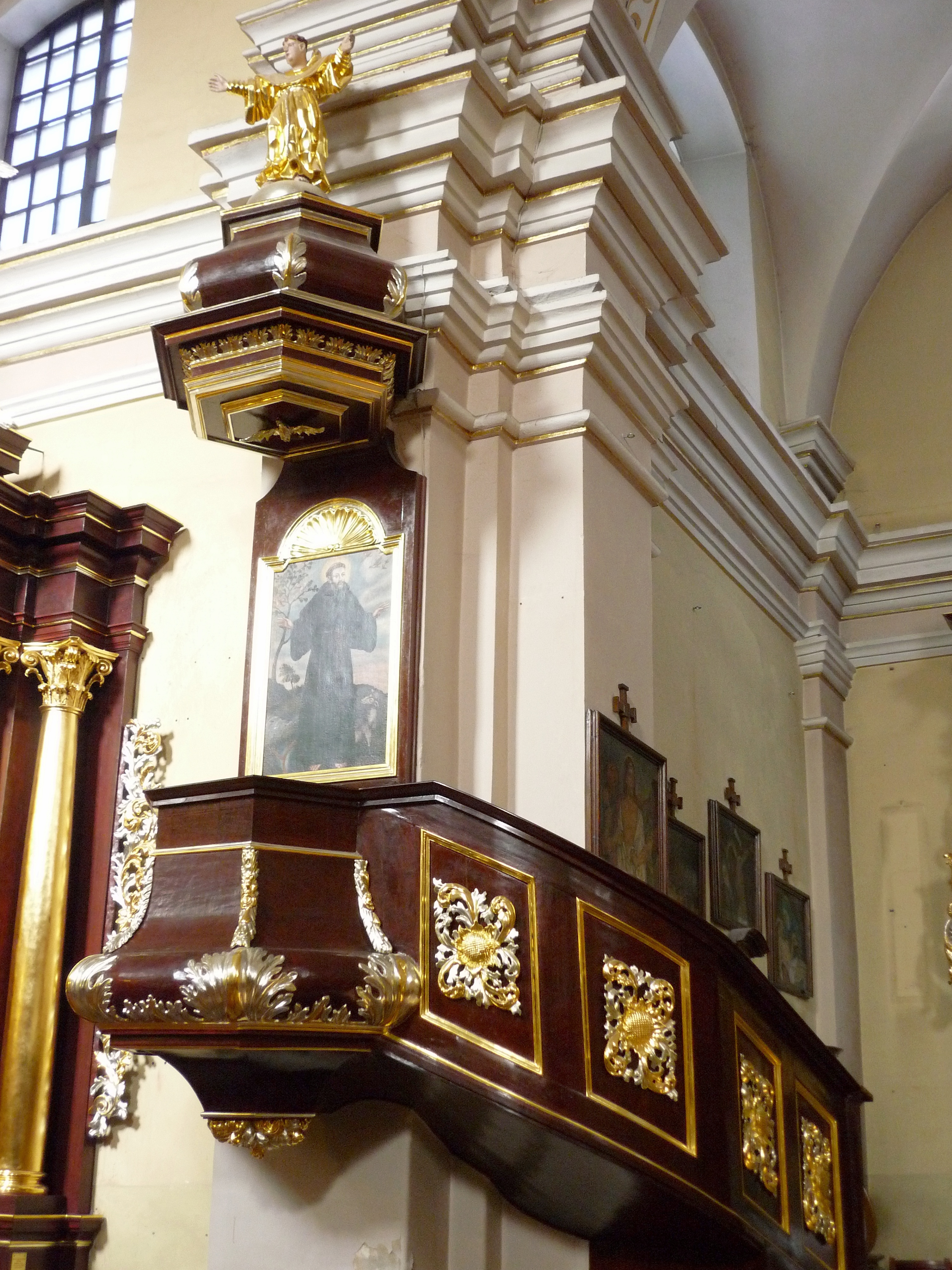
Barokowa ambona z XVIII w.

W 1843 r., dzięki staraniom ówczesnego gwardiana o. Anastazego Stępińskiego, obok kościoła postawiono murowaną, dwukondygnacjową dzwonnicę, zbudowaną na planie kwadratu. Dzwonnica ta przetrwała do dziś, kryjąc w swym wnętrzu trzecią już generację dzwonów (poprzednie nie przetrwały wojen). Wykorzystywano je często, zgodnie z łacińską sentencją vivos voco, mortuos plango, fulgura frango (żywych przywołuję, zmarłych opłakuję, gromy kruszę). Obecne dzwony: Antoni (1450 kg, ton es’), Franciszek (800 kg, ton fis’) i Rafał (450 kg, ton b’) zostały wykonane w firmie Felczyńskich z Gliwic i zamontowane w 1983 r.
Najtrudniejszym okresem dla sanktuarium był czas po upadku powstania styczniowego. Za pomoc udzielaną powstańcom klasztor franciszkanów skasowano (w listopadzie 1864 r.), a jego mieszkańców wywieziono, do obsługi kościoła zostawiając tylko jednego księdza. W późniejszych latach obsługę duszpasterską kościoła w Łagiewnikach sprawowali księża diecezjalni z pobliskiego Zgierza.
Jednym z nielicznych radosnych wydarzeń w tych czasach było utworzenie przy łagiewnickim kościele parafii pw. św. Antoniego Padewskiego i św. Jana Chrzciciela, która rozpoczęła działalność 1 stycznia 1902 r. Stało się tak w następstwie starań i licznych pisemnych próśb okolicznej ludności.

### Dzieje najnowsze
Obie wojny światowe spowodowały znaczne zniszczenia. Podczas kapitalnych remontów, przeprowadzonych w latach 50. XX w., naprawiono m.in. dach kościoła, wyremontowano wiele elementów ołtarzy, założono nową instalację elektryczną i radiofoniczną, odnowiono kryptę o. Rafała Chylińskiego, otynkowano kościół na zewnątrz i pomalowano wewnątrz. Dzięki pracom renowacyjnym – przeprowadzanym również w późniejszych latach – udało się zachować jego dawny, XVIII-wieczny styl. W 1946 r. kościół, przylegający do niego klasztor, dzwonnicę oraz dwie ocalałe kaplice św. Antoniego oraz św. Rocha wpisano do rejestru zabytków.
W 2002 r., z okazji 100-lecia istnienia parafii, pracownicy z Wawelu dokonali konserwacji obydwu obrazów św. Antoniego (cudownego i zasłony) z ołtarza głównego. Jednocześnie na ołtarzu letnim przed kościołem została odsłonięta płaskorzeźba z Chrystusem i św. Antonim, której autorem jest rzeźbiarz Wojciech Gryniewicz.
Odnowiony kościół franciszkański cieszy się dużą popularnością jako jeden z najstarszych, zachowanych barokowych zabytków Łodzi. Oprócz pełnienia funkcji kościoła parafialnego jest on miejscem święceń kapłańskich franciszkanów z pobliskiego seminarium duchownego. W okresie letnim organizowane są w nim koncerty muzyczne, a wiele młodych par decyduje się tam zawrzeć związek małżeński.

## Architektura wnętrza

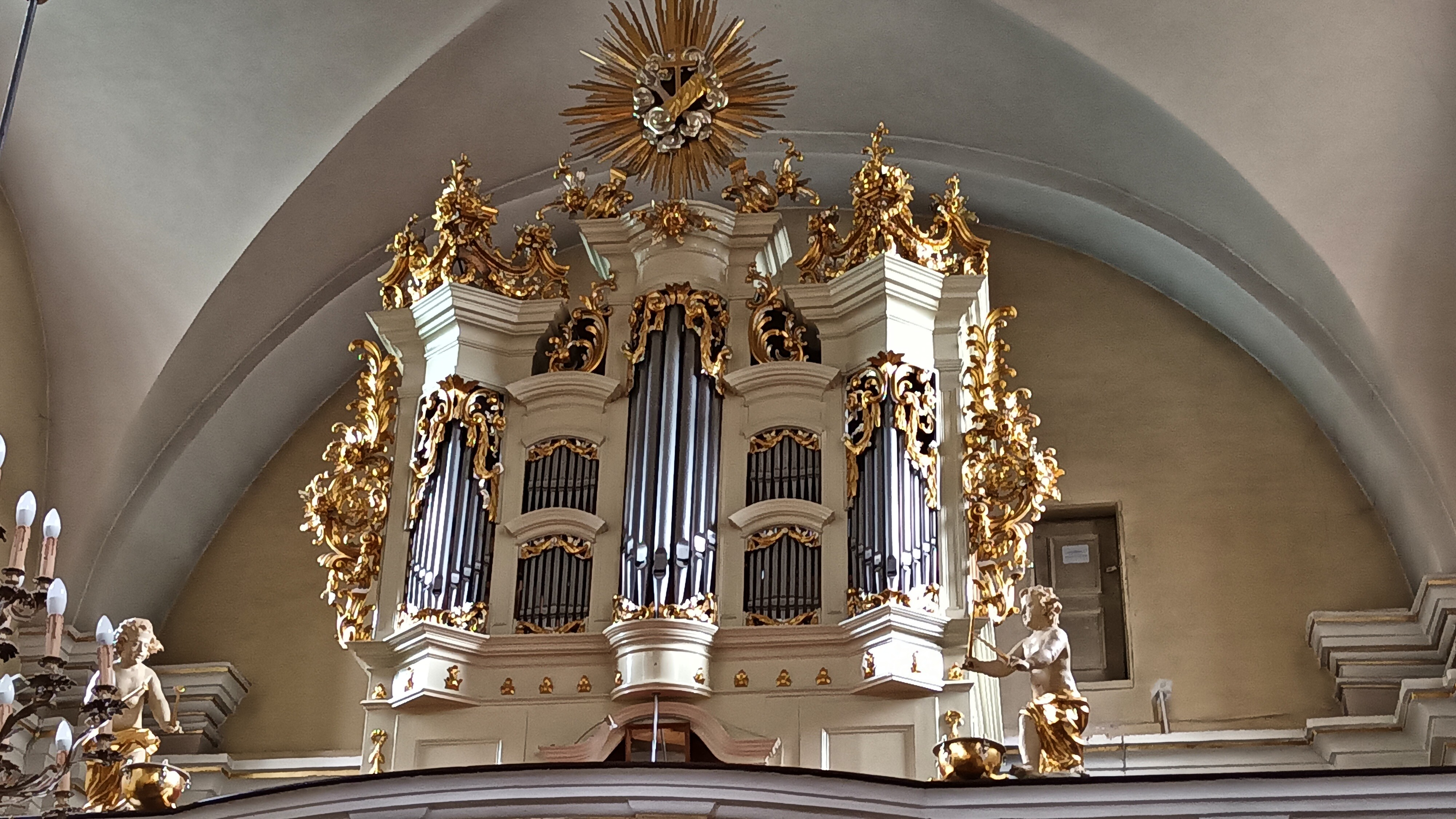
24-głosowe organy w rokokowym prospekcie

Kościół św. Antoniego charakteryzuje się barokowym, bogato zdobionym wystrojem wnętrza. Składają się na niego polichromowane ołtarze, liczne obrazy i rzeźby ze złoceniami, konfesjonały, epitafia, ambona i organy. Pochodzą one najczęściej z XVII lub XVIII w.

### Ołtarz główny św. Antoniego
Główny, polichromowany ołtarz św. Antoniego został ufundowany w 1723 r. przez ówczesnego gwardiana klasztoru – o. Antoniego Trevaniego. W centralnej części ołtarza znajdują się dwa obrazy Świętego z Padwy. Pierwszy (wewnętrzny) pochodzi z XVII w. i jest przykryty srebrną, złoconą sukienką w stylu regencji – przejściowym między barokiem a rokokiem. Drugi obraz (będący zasłoną pierwszego) pochodzi z XVIII w. Św. Antoni przedstawiony jest w bardzo popularny sposób: ubrany w pozłacany habit, w prawej ręce trzyma lilię (symbol niewinności), a lewym ramieniem przytula do siebie Dzieciątko Jezus.
Powyżej – w drugiej kondygnacji – mieści się figura Matki Bożej Niepokalanej w owalnej ramie. Towarzyszą jej – po bokach – aniołowie w ruchliwych pozach. W zwieńczeniu ołtarza, w ramie w formie serca, znajduje się rzeźba Jezusa Ukrzyżowanego. Stojący po obu stronach krzyża aniołowie trzymają w rękach atrybuty Męki Pańskiej.

### Kaplica boczna bł. Rafała
Kaplica bł. Rafała Chylińskiego znajduje się w północnej części kościoła, w miejscu dawnej zakrystii. Około 1824 r. została ona przebudowana dzięki staraniom ówczesnego gwardiana, o. Karola Chełstowskiego. Działania te miały na celu przygotowanie godnego miejsca, w którym zostałyby złożone relikwie sługi Bożego o. Rafała Chylińskiego po jego ewentualnej beatyfikacji w przyszłości. Beatyfikacja ta odbyła się dopiero w 1991 r.

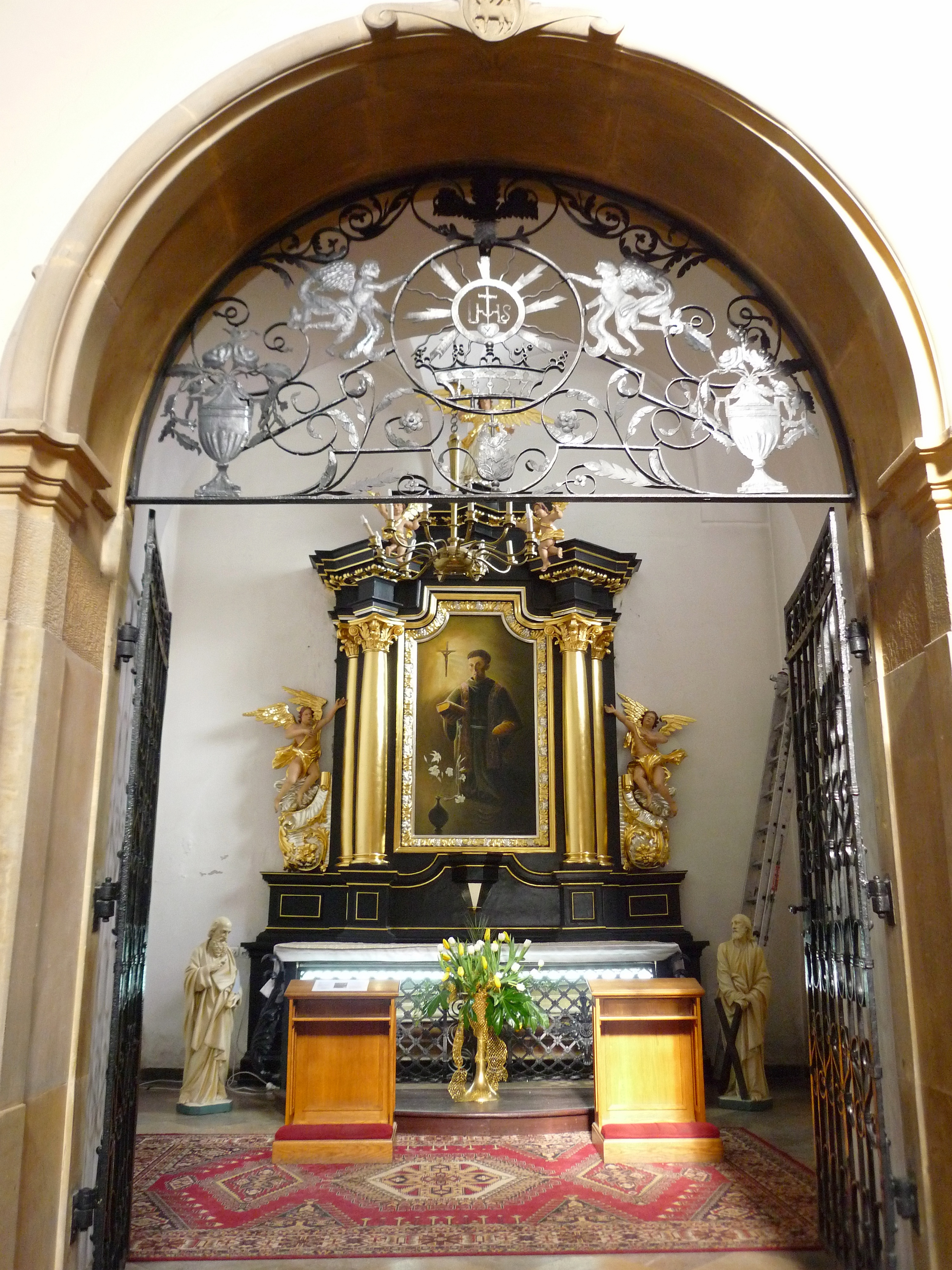
Wejście do kaplicy bł. Rafała Chylińskiego

Na pocz. XIX w. w ołtarzu w kaplicy znajdował się obraz Przemienienia Pańskiego, a w późniejszym czasie – krzyż. Obecnie to miejsce zajmuje obraz bł. Rafała Chylińskiego, autorstwa współczesnego malarza. U stóp ołtarza ustawiona jest trumna z relikwiami tego błogosławionego, osłonięta metalową kratą.

### Transept północny
W północnym transepcie kościoła zlokalizowane są dwa barokowe, polichromowane ołtarze ze złoceniami: Matki Bożej Szkaplerznej oraz św. Maksymiliana Kolbego. Ołtarz Matki Bożej Szkaplerznej, zwanej również Matka Bożą Pocieszenia, został wybudowany dzięki staraniom o. Andrzeja Karaszkiewicza, jednego z przełożonych klasztoru, i sfinansowany ze składek wiernych. W środkowej części ołtarza znajduje się XVII-wieczny obraz olejny Matki Bożej z Dzieciątkiem w srebrnej sukience z poł. XVIII w. Górna kondygnacja ołtarza prezentuje rzeźby przedstawiające scenę Zwiastowania. Na szczycie ołtarza umieszczono figurę Chrystusa z kulą w ręku.
Pochodzący z XVII w. ołtarz św. Maksymiliana Kolbego wykonany jest z drewna lipowego. Mieści się po prawej stronie ołtarza Matki Bożej Szkaplerznej, tam gdzie niegdyś był ołtarz św. Józefa. W jego centralnej części widnieje obraz św. Maksymiliana, pędzla łódzkiego artysty-malarza Gintowna-Dziewałtowskiego. W kondygnacji powyżej umieszczony jest obraz bł. Salomei, a po bokach – towarzyszące postaciom świętych figurki małych aniołków.

### Chór i 24-głosowe organy
Chór muzyczny kościoła, wsparty na dwóch, masywnych filarach, znajduje się powyżej sklepionej krzyżowo kruchty. Organy na chórze, osadzone w modrzewiowym, rokokowym prospekcie pochodzącym z XVIII w., były początkowo jedenastogłosowe. Kilkakrotnie poddawano je gruntowym naprawom.
W latach osiemdziesiątych XX w. podjęto decyzję o przeprowadzeniu kolejnego kapitalnego remontu, zwiększając jednocześnie liczbę głosów do 24. Wynajęta firma zbudowała nowe organy w 1987 r., zaś w następnym roku zamontowała je na kościelnym chórze. Organy mają dwa manuały i pedał, łącznie 24 głosy, oraz klapowo-zasuwowe wiatrownice. Służą dziś zarówno do celów liturgicznych (Mszy św. i nabożeństw w kościele), jak też do organizowania koncertów (np. wakacyjnego festiwalu muzycznego).

### Transept południowy
Południowy transept kościoła zwrócony jest w kierunku przylegającego do niego klasztoru. W transepcie znajdują się dwa ołtarze: św. Franciszka oraz Miłosierdzia Bożego. Polichromowany, barokowy ołtarz św. Franciszka zbudowany został w XVII w. W jego głównym polu umieszczony jest obraz olejny stygmatyzacji św. Franciszka. Powyżej, w zwieńczeniu ołtarza, umieszczono obraz drugiego patrona świątyni – św. Jana Chrzciciela, w otoczeniu grających na trąbach aniołów.

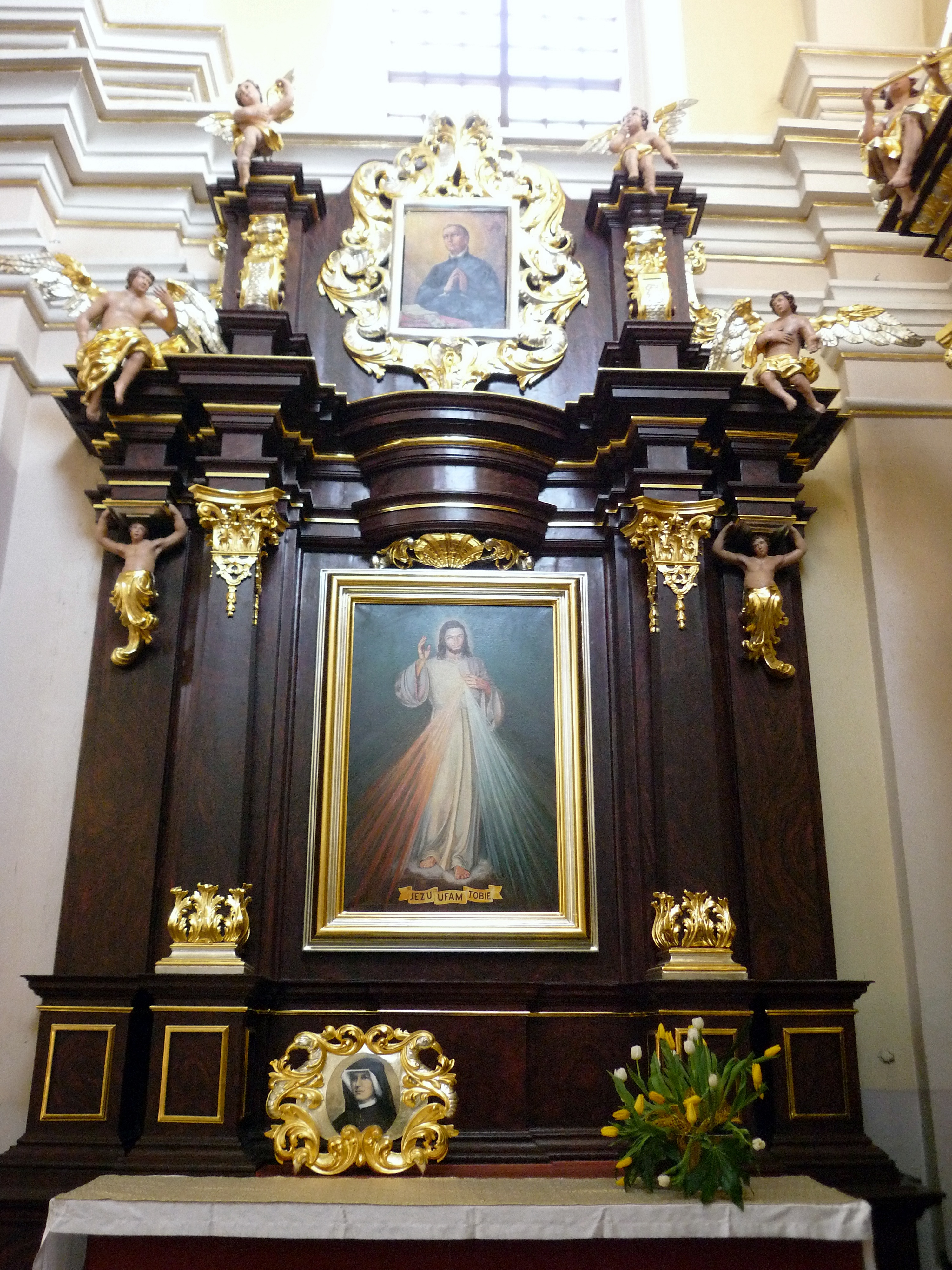
Ołtarz boczny Miłosierdzia Bożego

Na lewo od ołtarza św. Franciszka zlokalizowany jest ołtarz Miłosierdzia Bożego. Dawniej w tym miejscu znajdował się ołtarz bł. Salomei, księżny halickiej, późniejszej klaryski. W centralnej części obecnego ołtarza widnieje obraz Chrystusa Miłosiernego z podpisem: Jezu, ufam Tobie. Natomiast w górnej kondygnacji ołtarza znajduje się obraz św. Stanisława Kostki, w otoczeniu rzeźbionych aniołów.

### Inne elementy wyposażenia
- Ambona. Umieszczona w pilastrze północnej ściany kościoła, drewniana, ze złoceniami, pochodzi z XVIII w. Z tyłu na ścianie znajduje się obraz olejny, przedstawiający przemawiającego św. Franciszka, a na daszku ambony – rzeźba św. Antoniego, pochodząca z XVIII w.
- Ołtarz św. Dydaka z Alkali. Usytuowany jest po północnej stronie nawy, obok ambony. XVIII-wieczny obraz olejny przedstawia postać św. Dydaka z Alkali, hiszpańskiego świętego franciszkańskiego. W zwieńczeniu ołtarza umieszczona jest rzeźba św. Michała Archanioła, walczącego z szatanem.
- Konfesjonały. Spośród czterech znajdujących się w kościele konfesjonałów dwa (ustawione w transepcie) pochodzą z XVIII w. Dwa kolejne, dębowe, wykonane współcześnie na wzór zabytkowych, ustawione są w nawie blisko wejścia do kościoła.
- Ołtarz Jezusa Ukrzyżowanego. Polichromowany ołtarz ze złoceniami zlokalizowany jest po prawej, południowej stronie nawy. W jego centralnej części umieszczony jest XVIII-wieczny obraz Pana Jezusa Ukrzyżowanego (obraz olejny, szkoła polska).
- Dawna krypta o. Rafała. Usytuowana jest w południowym transepcie kościoła. Do 1991 r. znajdowała się w niej trumna z doczesnymi szczątkami o. Rafała Chylińskiego.
- Epitafia. Trzy epitafia, znajdujące się w świątyni, upamiętniają wydarzenia z historii:
  - papieża Benedykta XIII – epitafium umieszczone na pilastrze w północnej części transeptu; za pontyfikatu tego papieża zbudowano łagiewnicki kościół;
  - rodziny Stokowskich – epitafium wykonane z czarnego marmuru i umieszczone w prezbiterium jako dowód wdzięczności klasztoru dla dobrodzieja Kacpra Stokowskiego i jego rodziny;
  - prymasa Teodora Potockiego – epitafium namalowane na pilastrze w południowej części transeptu, upamiętniające konsekrację kościoła, dokonaną przez tego arcybiskupa.
- Ołtarz MB Częstochowskiej. Według tradycji przed tym ołtarzem często się modlił bł. Rafał Chyliński. Obecnie ołtarz (ze starym obrazem Matki Bożej Częstochowskiej w srebrnej sukience) znajduje się w przejściu z kościoła do zakrystii.
- Zakrystia. W zakrystii, zbudowanej na poziomie niższym od posadzki kościoła, znajdują się następujące zabytkowe obiekty:
  - obraz olejny (prawdopodobnie z XVIII w.) św. Petroneli na modlitwie wstawienniczej;
  - XIX-wieczny obraz dużego formatu, przedstawiający bł. Rafała rozdającego jałmużnę;
  - szaty liturgiczne – ornaty i dalmatyki – pochodzące z XVII i XVIII w.;
  - obraz olejny Jana Łobdowczyka, zwanego błogosławionym (1. poł. XVIII w., szkoła polska);
  - haftowana srebrną nicią chorągiew procesyjna z postacią św. Antoniego, pochodząca z 1735 r.

## Galeria zdjęć

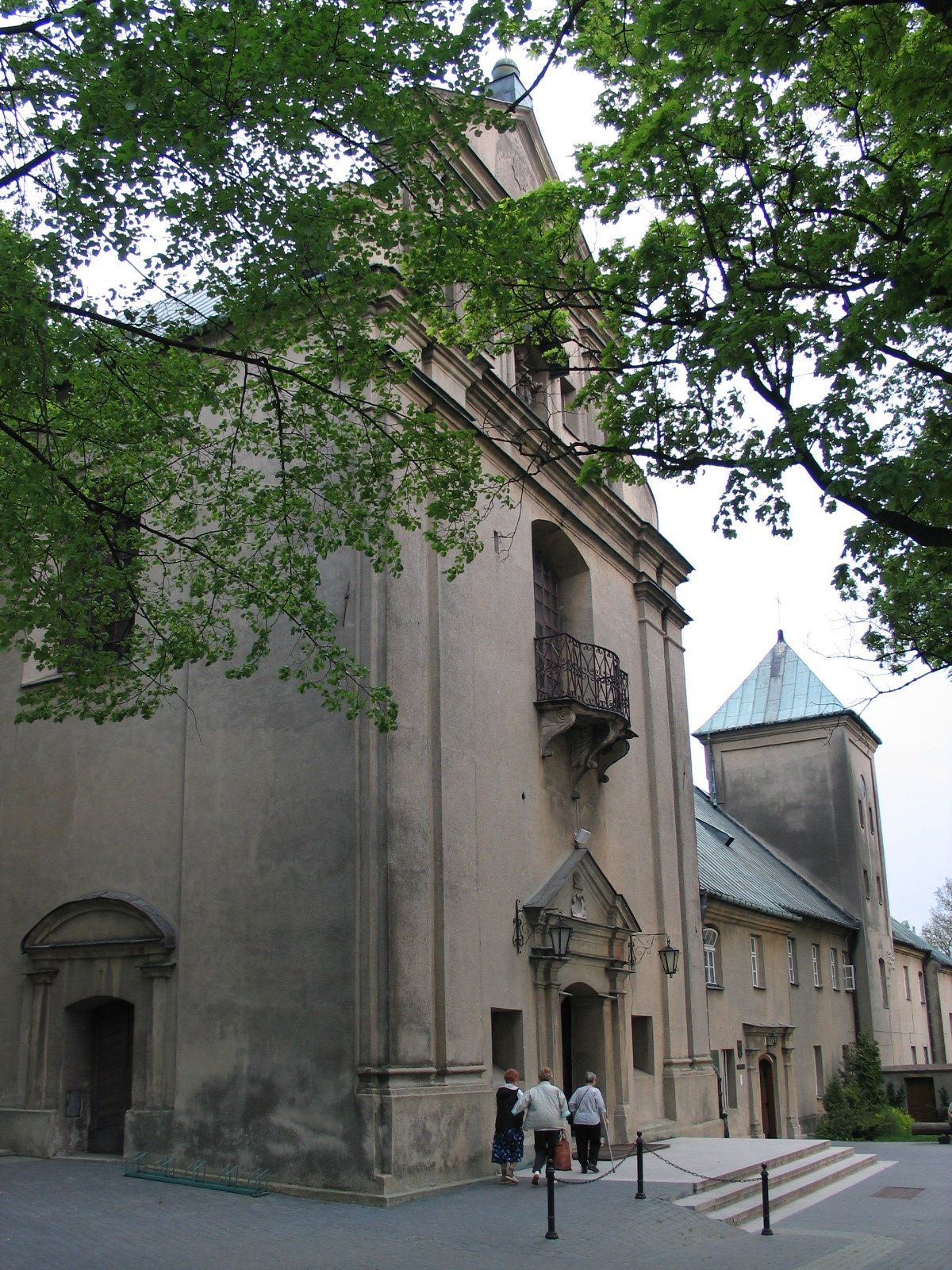
Fronton kościoła oraz klasztor (w tle)
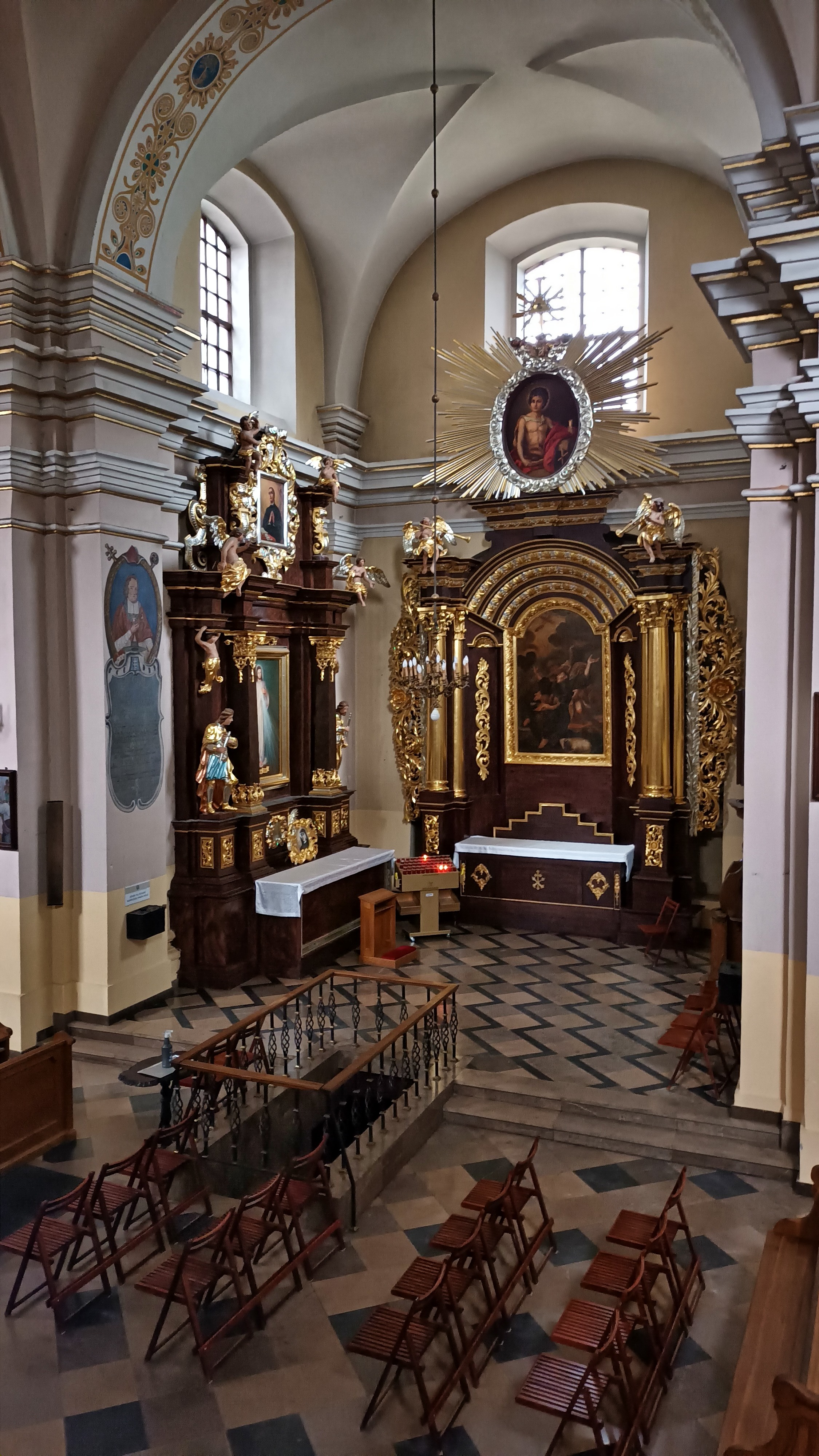
Fragment wnętrza świątyni (transept)
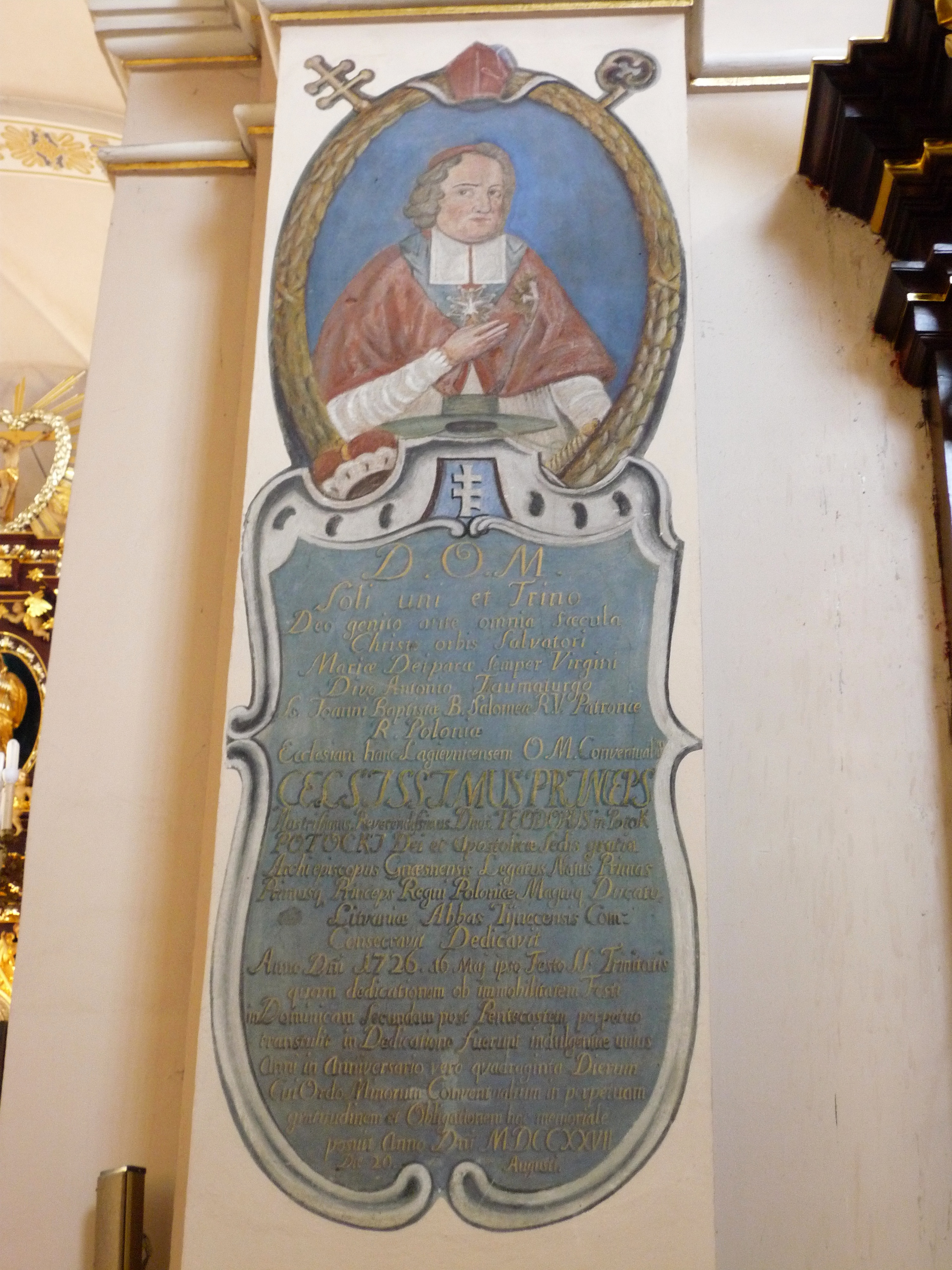
Epitafium T. Potockiego, konsekratora kościoła
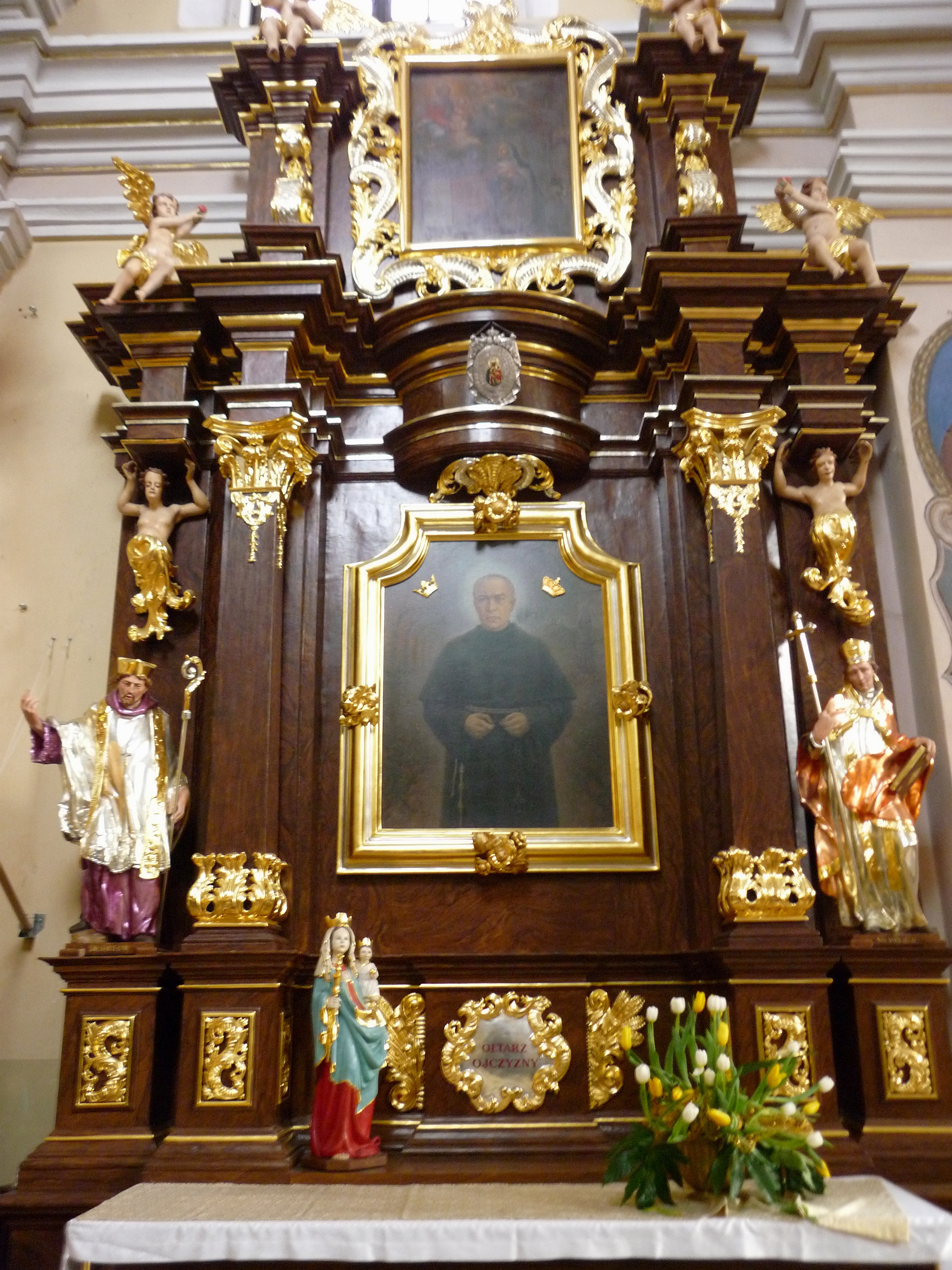
Barokowy ołtarz św. Maksymiliana

## W pobliżu
- Klasztor Franciszkanów w Łodzi
- Festiwal Muzyki w Starym Klasztorze
- Cmentarz w Łodzi – Łagiewnikach
- Wyższe Seminarium Duchowne oo. Franciszkanów w Łodzi
- Łódzki Klub Jeździecki
- Pałac Ludwika Heinzla w Łagiewnikach
- Kapliczka św. Walentego w Łodzi
- Kapliczki św. Rocha i Sebastiana oraz św. Antoniego
- Kapliczka Przemienienia Pańskiego